# Unie van Oezjhorod
De Unie van Oezjhorod (Oekraïens: Ужгородська унія) refereert aan de beslissing van 63 orthodoxe priesters, in 1646, om toe te treden tot de Rooms-Katholieke Kerk.
De overeenkomst werd getekend in het kasteel van Oezjhorod (in het westen van het huidige Oekraïne) door de Rooms-katholieke bisschop Jakusits van Eger en de Basiliaanse monnik Petro Parfenii.
Deze overeenkomst hield in dat de Byzantijnse liturgie kon worden behouden, dat de geünieerde priesters dezelfde status kregen als de Rooms-katholieke clerus en de eigen bisschoppen konden worden gekozen, mits goedkeuring door Rome.
In kerkelijke noch wereldlijke archieven zijn aangaande de Unie van Oezjhorod originele documenten bewaard. In 1648 werd de Unie door de oosterse bisschoppen goedgekeurd tijdens een synode in Tyrnov maar niet geratificeerd door Rome. In 1655 echter benoemde Rome Petro Parfenii tot bisschop van Moekatsjeve, waardoor de Unie officieel werd.
In 1949 maakten de Sovjet-autoriteiten een einde aan de unie en richtten een Russisch-orthodox bisdom op onder het patriarchaat van Moskou. In de late jaren 1980 konden de geünieerde Kerken zich terug organiseren.
De Unie van Oezjhorod ligt aan de basis van het ontstaan van de Slowaaks-Katholieke Kerk, van de Roetheens-Katholieke Kerk en in uitbreiding van het Apostolisch Exarchaat van de Tsjechische Republiek.